# دره آکتوگای
دره آکتوگای (به لاتین: Aktogay Canyon) یک پارک ملی در قزاقستان است که در آلماتی واقع شده‌است.